# 特雷沃·查洛巴
特雷沃·汤姆·查洛巴（英語：Trevoh Tom Chalobah；1999年7月5日—）是一名出生於塞拉利昂的英格蘭職业足球运动员，司职中后卫或防守型中场，效力于英超俱乐部切尔西。
查洛巴在他 8 岁时加入了切尔西，他的兄弟纳撒尼尔所在俱乐部的青训营。他在伊普斯维奇、哈德斯菲尔德和法国球队洛里昂度过了租借期。他在 2021 年欧洲超级杯上首次代表切尔西上场，帮助俱乐部在点球大战中夺得奖杯。
他曾代表英格兰参加过从 U16 到 U21 的各个级别的青年比赛。 2017年，他帮助英格兰队赢得了欧洲U-19岁足球锦标赛冠军。

## 俱乐部生涯

### 切尔西
查洛巴出生塞拉利昂首都弗里敦（自由城），八岁时加入切尔西足球俱乐部。 他于2016年6月与切尔西签订了他的第一份职业合同，并在2018年3月再次签订了新的合同。他青年时期在切尔西参加的比赛包括2015-16 年的欧洲青年联赛、2015-16 年和 2016-17 年的英格兰足总青年杯以及2016-17 年的U21英格兰超级联赛。 
2018年5月19日，在温布利球场举办的2018 年足总杯决赛中，切尔西对战曼联，从未正式参加过职业比赛的查洛巴由他的教练安东尼奥·孔蒂任命，作为替补队员。 切尔西以1-0的战绩战胜了曼联，查洛巴并没有上场。 

#### 2018-19 赛季：租借至伊普斯维奇
2018年6月，查洛巴与英冠俱乐部伊普斯维奇签署了长达一个赛季的租借合同。他于同年 8 月 4 日开启自己的第一场职业比赛，该场比赛他的球队以 2-2 的战绩战平布莱克本流浪者足球俱乐部。 两周后，在与阿斯顿维拉足球俱乐部的比赛中，他踢进了自己职业生涯的第一个球。同年 10 月 6 日，他在对阵斯旺西城的比赛中攻入一球，这场比赛他的球队最终以 3-2 战胜对手，为伊普斯维奇赢得了本赛季的首场联赛胜利。 尽管他在切尔西青训营期间主要担任中后卫的角色，但在他的第一个职业足球赛季中，他担任伊普斯维奇的中场球员。查洛巴在 2018-19 赛季中定期为伊普斯维奇出场，为球队打了 44 场比赛并成功踢入 2 球，但伊普斯维奇最终被降级到英格兰足球甲级联赛。 

#### 2019-20 赛季：租借至哈德斯菲尔德
2019 年 8 月 8 日，查洛巴与切尔西签署续约合同到 2022 赛季，随后他开始被租借到哈德斯菲尔德效力。 五天后，他在英格兰足球联赛杯首轮主场中首次亮相，该场比赛最终哈德斯菲尔以 0-1 负于林肯城足球俱乐部，但是比赛打满了 90 分钟。 他在 8 月 21 日对阵卡迪夫城足球俱乐部的比赛中打进了他租借至哈德斯菲尔德期间的第一颗球，比赛最初比分扳平为 1-1。但是，在这场比赛中，哈德斯菲尔德以 1-2 的成绩负于卡迪夫城。 本赛季他为哈德斯菲尔德出场38次，共打进1球。 

#### 2020-21 赛季：租借至洛里昂
2020年8月18日，查洛巴与切尔西再次续约至2023年赛季，并在2020-21法甲赛季期间被租借加盟至法国球队洛里昂足球俱乐部 。他在 9 月 13 日与朗斯竞技俱乐部的比赛中作为替补队员上演了他的法甲联赛首秀，比赛以洛里昂 2-3 负于朗斯告终。 他在 1 月 27 日的比赛中为洛里昂打进了是开场球，同时也他在洛里昂效力期间的第一个进球，最终洛里昂以 3-2 的战绩击败对手第戎足球俱乐部。查洛巴在洛里昂度过了第二个有意义的租借期，他在本赛季一共 30 场比赛中为洛里昂攻入 2 球，并且他在赛季最后一天与斯特拉斯堡的比赛中打进一球，比赛 1-1 战平。 

#### 2021-22 赛季
2021年8月11日，查洛巴在2021 年欧洲超级杯对阵比利亚雷亚尔的比赛中首次代表切尔西出场，在加时赛以 1-1 战平后，他的球队在点球大战中以 6-5 的战绩获胜。 三天后，查洛巴在切尔西本赛季首场对阵水晶宫的比赛中上演了他的英超联赛首秀，并打进了他在英超联赛中的第一个进球。该比赛以 3-0 的比分获胜。 

## 国际职业生涯
他从U16到U20的青年比赛中始终代表英格兰青年队参赛，并在不同阶段担任四支球队的队长。 2014 年 11 月，查洛巴在胜利盾比赛中担任英格兰 U16(16 岁以下)球队队长，对阵苏格兰 U16(16 岁以下)球队。 2016 年 5 月，查洛巴担任英格兰 U17(17 岁以下)球队队长，该队在2016 年欧洲 17 岁以下欧洲锦标赛四分之一决赛中输给了西班牙。 
查洛巴入选了2017 年欧足联欧洲U19足球锦标赛英格兰19岁以下足球代表队。 在最后一场与德国队的小组赛中他脚踝受伤，因此无法参加剩下的比赛。 英格兰队在决赛中击败葡萄牙队。 
2019 年 8 月 30 日，查洛巴首次入选英格兰21岁以下足球代表队，并在 2019 年 9 月 6 日对阵土耳其的 2021 年欧洲 21 岁以下锦标赛预选赛中首次亮相，以 3-2 的战绩战胜土耳其。

## 个人生活
他的兄弟纳撒尼尔·查洛巴也是一名职业足球运动员，效力于富勒姆，此前也曾效力于切尔西。 

## 职业统计
最後更新：与 2021 年 8 月 14 日前的比赛统计
| 俱乐部              | 赛季         | 联赛         | 联赛 | 联赛 | 国家杯赛 | 国家杯赛 | 联盟杯赛 | 联盟杯赛 | 欧洲 | 欧洲 | 其他             | 其他 | 总计 | 总计 |
| 俱乐部              | 赛季         | 部门         | 出场 | 进球 | 出场     | 进球     | 出场     | 进球     | 出场 | 进球 | 出场             | 进球 | 出场 | 进球 |
| ------------------- | ------------ | ------------ | ---- | ---- | -------- | -------- | -------- | -------- | ---- | ---- | ---------------- | ---- | ---- | ---- |
| 切尔西U23/1         | 2016–17      | —            | —    | —    | —        | —        | —        | —        | —    | —    | 2                | 0    | 2    | 0    |
| 切尔西U23/1         | 2017–18      | —            | —    | —    | —        | —        | —        | —        | —    | —    | 6[lower-alpha 3] | 0    | 2    | 0    |
| 切尔西U23/1         | 共计         | 共计         | —    | —    | —        | —        | —        | —        | —    | —    | 8                | 0    | 8    | 0    |
| 切尔西              | 2017–18      | 英超联赛     | 0    | 0    | 0        | 0        | 0        | 0        | 0    | 0    | 0                | 0    | 0    | 0    |
| 切尔西              | 2021–22      | 英超联赛     | 1    | 1    | 0        | 0        | 0        | 0        | 0    | 0    | 1                | 0    | 2    | 1    |
| 切尔西              | 共计         | 共计         | 1    | 1    | 0        | 0        | 0        | 0        | 0    | 0    | 1                | 0    | 2    | 1    |
| 伊普斯维奇 (租借)   | 2018–19      | 英冠联赛     | 43   | 2    | 0        | 0        | 1        | 0        | —    | —    | —                | —    | 44   | 2    |
| 哈德斯菲尔德 (租借) | 2019–20      | 英冠联赛     | 36   | 1    | 1        | 0        | 1        | 0        | —    | —    | —                | —    | 38   | 1    |
| 洛里昂 (租借)       | 2020–21      | 法甲         | 29   | 2    | 1        | 0        | —        | —        | —    | —    | —                | —    | 30   | 2    |
| 职业生涯总计        | 职业生涯总计 | 职业生涯总计 | 109  | 6    | 2        | 0        | 2        | 0        | 0    | 0    | 9                | 0    | 122  | 6    |

1. ↑  Includes EFL Cup
2. ↑  Appearances in EFL Trophy
3. ↑  Appearance in UEFA Super Cup

## 荣誉

### 俱乐部
切尔西
- 英格蘭足總盃： 2017–18 [8]
- 欧洲超级杯： 2021 [35]
- 国际足联俱乐部世界杯冠軍：2021年,2025年
- 英格蘭足球聯賽盃亞軍：2021－22賽季
- 欧洲协会联赛冠軍：2024–25年

 英格兰 U19
- UEFA 欧洲 19 岁以下锦标赛： 2017 [28]